# Поза Гори
(англ.)Поза Гори (санскр. ताड़ासन) Тадасана : (санскр. ताड) «тада» – гора, (санскр. आसन)  «aсана» – положення тіла  — ця асана навчає стояти правильно та звертати увагу на поставу, є вихідною для багатьох асан стоячи.
Користь: виконання цієї асани особливо корисно при набряках або болях у гомілковостопних і колінних суглобах, пов'язаних із уповільненим кровообігом. Поза сприяє відновленню кровообігу в нижній частині тіла, що усуває набряки стоп і ніг нижче колін.

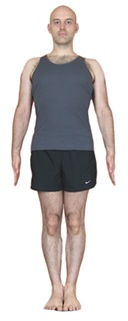

## Виконання

### Вихідне положення
1. З положення стоячи, стопи паралельно, витягніть підошви, щільно притискаючи їх до підлоги. Щораз на вдиху відчувайте свій тісний зв’язок із землею.
2. Утримуючи це відчуття, напружте ноги. Видихніть і починайте витягатися вгору. Витягайте стегна, грудну клітку, груди, шию і голову. При кожному видиху тягніться вгору кожною частиною вашого хребта, хребець за хребцем. 

### Утримання пози
На вдиху розтягуйте свій куприк і крижі униз. Зосередьтеся на зв’язку із землею. На видиху розтягуйте хребет вгору (від попереку). Розслабте руки і п’ясті, не напружуйте м’язи шиї.

### Завершення пози
З Тадасани починаються і закінчуються всі стоячі пози.

### Модифікації
Станьте спиною до стіни на відстані 5-10 см. Голова, плечі, сідниці торкаються поверхні. Щоб розтягти поперек, рухайте куприк униз по стіні. Одночасно відкривайте груди вгору і вперед, переміщаючи верхню частину хребта в напрямку від стіни (усередину тіла). Пам’ятайте, що ваші п’яти залишаються щільно притиснутими до підлоги.

### Важливі дії
• М’язи ніг підтягнуті вгору
• Сідниці підібрані вгору
• Хребет витягається зі стегон
• Грудна клітка розкрита
• Плечі, руки і п’ясті розслаблені
• Шия витягнута вгору
Загальні попередження
Коліна підтягнуті вгору сильними м’язами стегна, але будьте обережні й не відводьте їх назад. Якщо ваші коліна сильно виступають уперед, злегка зігніть ноги.